# テトリス64
『テトリス64』は1998年11月13日にセタからNINTENDO 64用ソフトとして発売された落ち物パズルゲーム。NINTENDO64で発売された最初のテトリスで、通常のルールのテトリスの他に特殊なテトリミノが落ちてくるモードを収録している。64の周辺機器の『バイオセンサー』に唯一対応しているソフトである。

## ゲームモード
テトリス
いわゆるスタンダードなルールで行われるテトリス
ギガテトリス
通常のテトリミノに加えて巨大なサイズのギガテトリミノが落ちてくるモード。ギガテトリミノをラインに組み込んで消去することでギガテトリミノを小さく分裂させ、連鎖を狙うことができる。
バイオテトリス
周辺機器である『バイオセンサー』を使用したテトリス。プレイヤーの脈拍数の変化で特殊なテトリミノが落ちてくるルールになっている。

## バイオセンサー

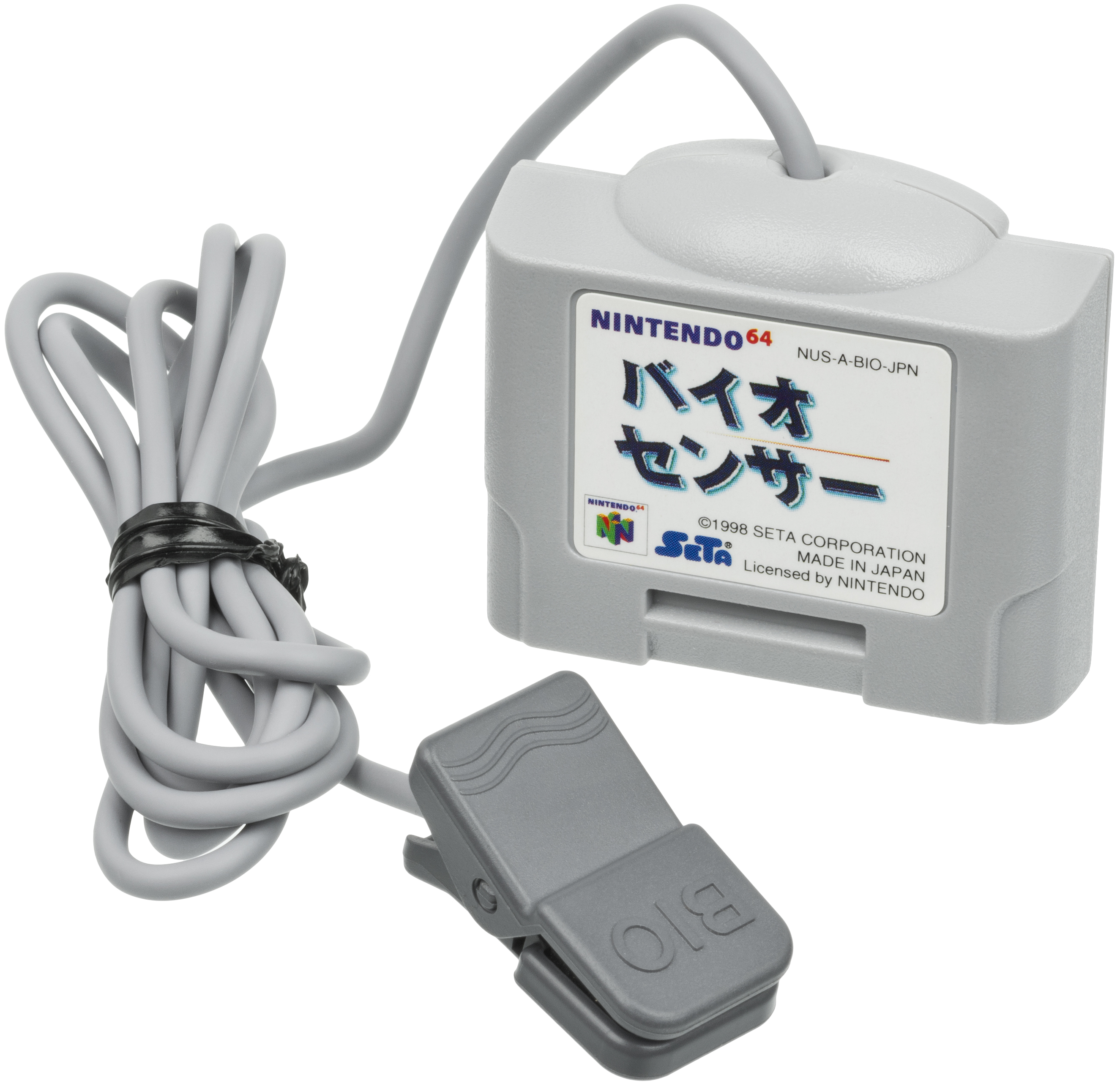
バイオセンサー

同じくセタが発売した周辺機器で、プレイヤーの脈拍数を読み取りゲームプレイに影響を与えるというもの。NINTENDO 64 コントローラの拡張コネクタに接続し、先端のセンサークリップで耳たぶを挟んで使用する。本作以外に対応するソフトが発売されなかったため、事実上『テトリス64』専用となっている。